# Giudecca
Giudecca é um pequeno arquipélago, e também o nome da sua ilha principal, a sul do centro de Veneza, separadas do centro por um canal chamado Canale della Giudecca. Faz parte do sestiere de Dorsoduro e fica aproximadamente a uma distância de 300 metros da cidade, demorando apenas três minutos a partir da praça de São Marcos no barco (vaporetto). De este a oeste medem apenas 2000 m, e de norte a sul 300 m.

## História

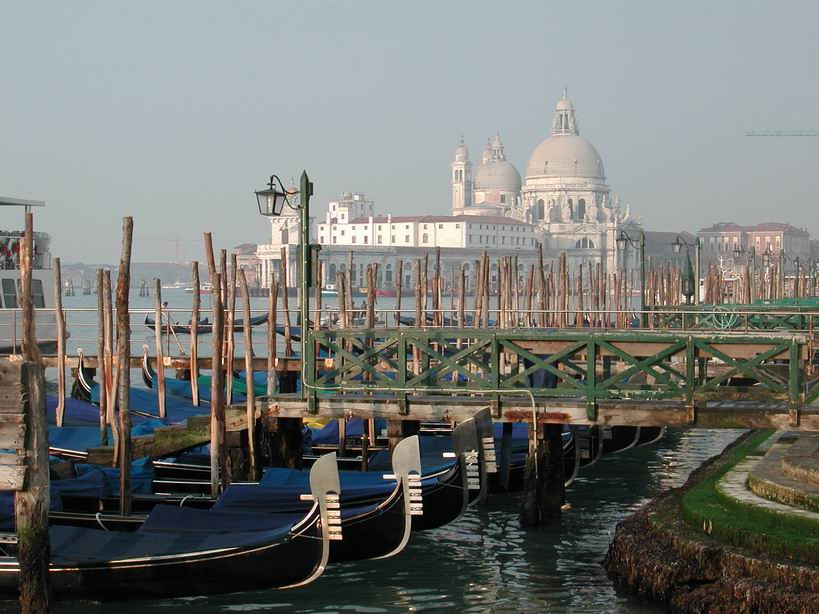
O Canale della Giudecca.

Supõe-se que durante a Idade Média a ilha maior também era conhecida como Vigano e depois por Spinalonga, que significa "Espinha longa", surgindo provavelmente pela forma da ilha.
Há várias teorias sobre a origem do nome:
A primeira faz referência à pronúncia de Giudecca pelos judeus: "Giudei". Segundo isto, Giudecca (como derivado de "giudeo", palavra que na Idade Média significava judeu) quer dizer "ilha dos judeus". Sabe-se que o patrício veneziano Giogio Emo propôs em 1515 ao Senado proibir a entrada em Veneza aos judeus, levando a estabelecê-los nas ilhas. Assim podia mantê-los afastados sempre da cidade. No entanto, no final, não se levou a cabo isto porque a eventual criação de instalações militares de vigilância na ilha causaria muitos problemas. Um ano depois, o Senado aceitou outra proposta parecida apresentada por Zaccaria Dolfins. Pretendia-se mudar os judeus instalados em Veneza para um gueto numa das ilhas. Esta cidade veneziana judia seria segundo esta teoria o primeiro gueto desta forma.
A outra teoria acerca da origem do nome centra-se na palavra "giudicati" que significa "pequenos delitos". Segundo esta hipótese a ilha fora espaço para reter os presos expulsos da cidade.
Michelangelo, entre 1529 e 1532, alugou uma casa nas ilhas e passou em Giudecca três anos em exílio voluntário. 
No início do século XX a ilha tinha cerca de 3000 habitantes, principalmente pescadores. Foram criadas zonas industriais no leste da ilha, com fábricas e estaleiros. No entanto, com a chegada da Segunda Guerra Mundial, a indústria das ilhas perdeu  importância e hoje em dia as ilhas representam uma zona residencial que serve como lugar de descanso e lazer para escapar da cidade ao campo.

## Arquitectura destacada

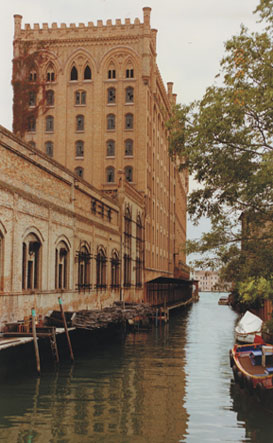
Moinho Stucky.

Entre os edifícios mais destacados das ilhas podemos encontrar a igreja do Santíssimo Redentor que sem dúvida é uma das obras mais belas de Andrea Palladio. Em 1576 ergueu-se por encomenda do Senado a igreja de Santa Eufémia para celebrar o fim da peste. É uma das igrejas mais antigas de Veneza, e a Chiesa delle Zitelle. A conhecida Basílica de San Giorgio Maggiore fica no extremo ocidental de Giudecca mas já não pertence à zona.
A leste da ilha há uma enorme construção de tijolo, de estilo neogótico: o Moinho Stucky. Foi construído no século XIX pelo fabricante de massas Giovanni Stucky. Para diversas ampliações foi contratado o arquiteto alemão Ernst Wullekopf, que foi o que lhe deu o aspecto actual. O moinho era no início da Segunda Guerra Mundial a maior fábrica de "pasta" de toda a Itália.
Depois de muitos anos de abandono e deterioração começou por se adaptar para ser usado como hotel e como espaço de cultura e exposições. Este projeto no entanto viu-se interrompido por um incêndio que danificou o edifício em 2003.
Houve ainda um estúdio de cinema em Giudecca.